# Jeremiasz (biskup kazański)
Jeremiasz (zm. po 1581) – rosyjski biskup prawosławny.

## Życiorys
Według tradycji pochodził z „moskiewskiej rodziny kupieckiej”, jednak określenie to jest na tyle mało konkretne, iż nie musi oznaczać konkretnego zawodu, jak również nie precyzuje, czy przyszły biskup pochodził z Moskwy, czy z jednej z wsi w okolicach miasta. Prawdopodobnie duchowny rozpoczął życie mnisze w monasterze św. Józefa Wołokołamskiego. W 1567 arcybiskup kazański i swijaski German mianował go przełożonym monasteru Przemienienia Pańskiego w Kazaniu na miejsce Warsonofiusza, który otrzymał nominację na biskupa twerskiego. German znał Jeremiasza jeszcze z monasteru św. Józefa Wołokołamskiego, w którym sam niegdyś przebywał. Jeremiasz nie wyjechał jednak natychmiast do Kazania; w listopadzie 1567 Jeremiasz prowadził pogrzeb Germana w cerkwi św. Mikołaja w moskiewskim Kitaj-gorodzie, na Zariadju. Do Kazania udał się dopiero w 1568, razem z nowym biskupem kazańskim Laurentym, który również żył wcześniej w monasterze św. Józefa Wołokołamskiego. Według innego źródła Jeremiasz był wówczas przełożonym Monasteru Nowospasskiego.
Z uwagi na rangę monasteru Przemienienia Pańskiego, jednej z najważniejszych wspólnot mniszych w kraju, archimandryta Jeremiasz brał udział w soborze Rosyjskiego Kościoła Prawosławnego w 1572, który dokonał elekcji metropolity moskiewskiego Antoniego i zezwolił Iwanowi Groźnemu na czwarte, nielegalne z punktu widzenia prawa kanonicznego, małżeństwo z Anną Kołtowską. Jeremiasz brał także udział w kolejnym soborze, zorganizowanym w 1573. Nie jest znana data jego wyświęcenia na biskupa kazańskiego i swijaskiego, jednak nastąpiło to nie wcześniej niż po śmierci biskupa Tichona, tj. w drugiej połowie r. 1576.
W okresie sprawowania urzędu przez Jeremiasza zapoczątkowany został kult Kazańskiej Ikony Matki Bożej, która według tradycji (zawartej w Powiesti ob obrietienii Kazanskoj ikony Bożijej Matieri patriarchy Hermogena) została odnaleziona na miejscu wskazanym przez samą Matkę Bożą kilkuletniej Matronie. Według tradycji Jeremiasz początkowo nie wierzył w opowieść dziewczynki, ostatecznie udał się na wskazane przez nią miejsce na czele procesji i ujrzał tam ikonę odmienną od znanych do tej pory wizerunków. Z polecenia biskupa obraz wystawiono dla kultu najpierw w cerkwi św. Mikołaja, a następnie w katedralnym soborze Zwiastowania, kopię natomiast przekazano do Moskwy. Zgodnie z poleceniem cara Fiodora biskup Jeremiasz utworzył na miejscu odnalezienia ikony żeński monaster i nadzorował prace nad wzniesieniem cerkwi na jego potrzeby. Według Powiesti... hierarcha był też świadkiem jednego z cudów przed ikoną – odzyskania wzroku przez dziecko.
W 1580 Jeremiasz uczestniczył w soborze Rosyjskiego Kościoła Prawosławnego, jednak przed kolejnym soborem w roku następnym zrzekł się urzędu i jako biskup w stanie spoczynku zamieszkał w monasterze św. Józefa Wołokołamskiego. Jeremiasz zmarł w klasztorze i został pochowany w jego głównej świątyni, soborze Zaśnięcia Matki Bożej. W literaturze przyjmowano, iż śmierć biskupa nastąpiła jeszcze w 1581, jest ona jednak mało wiarygodna (podający ją archimandryta Platon (Lubarski) najprawdopodobniej pomylił datę śmierci z datą odejścia z urzędu biskupiego).